# Savitri und Satyavan
Die älteste bekannte Version der Geschichte von Savitri ist eine Erzählung aus dem dritten Buch des großen Epos Mahabharata.
Markandeya hat die Legende von Savitri, der Tochter Aswapatis, des Königs des Madra-Reiches, Yudhishthira, dem Erstgeborenen der Pandavas, erzählt.
Die Königstochter Savitri (Sanskrit सावित्री sāvitrī) hatte den Prinzen Satyavan (सत्यवान् satyavān, auch सत्यवत् satyavat), den Sohn des Dyumatsena, zu ihrem Gemahl auserwählt. Beide sind ohne Fehl und Tadel und haben stets die Pflichten des Dharmas erfüllt. Und doch soll Satyavan in einem Jahr sterben. So jedenfalls wird es dem Vater von Savitri, dem König Aswapati, vom Götterboten Narada geweissagt. Aswapati will daraufhin, dass Savitri ihre Entscheidung revidiert und eine andere Wahl trifft. Doch sie beharrt auf ihrer Wahl und  sagt: „Ich habe meine Entscheidung mit meinem Verstand getroffen; ich habe es mit meiner Rede verkündet und ich werde es in der Zukunft durch meine Taten erfüllen.“
Sofort nach ihrer Hochzeit und der Abreise ihres Vaters legt sie ihren Schmuck ab und die Gewänder eines Asketen an. Das ganze Jahr über übt sie sich in Askese und Yoga. Drei Tage vor dem geweissagten Todestermin ihres Gatten verschärft sie ihre Askese und legt das Gelübde (vrata) ab, ununterbrochen zu stehen und zu fasten. Obwohl sie nach drei Tagen vom Fasten geschwächt ist, fragt sie ihren blinden Schwiegervater um Erlaubnis, ihren Mann in den Wald begleiten zu dürfen. Da dies das erste Mal ist, dass sie einen Wunsch äußert, gewährt er dies gerne.
Am Abend des dritten Tages, nach Sonnenuntergang, schlägt Satyavan Holz, um das Opferfeuer zu errichten. Durch die  Anstrengung erschöpft, sinkt er ohnmächtig nieder auf Savitris Schoß. Da erscheint Yama, der Todesgott, und will das „Seelenmännchen“ von Satyavan abreißen und mitnehmen ins Reich des Todes. Savitri aber folgt ihm und lässt sich von Yama nicht abweisen. Als er verlangt, dass sie zurückbleiben soll, spricht sie Worte voller Weisheit und rühmt ihn als den König des Dharma. Beeindruckt von Inhalt und Stil der Worte, bietet er Savitri Hilfe an; doch das Leben von Satyavan will er nicht zurückgeben.
Da wünscht sie sich zunächst das Augenlicht für ihren Schwiegervater zurück, dann Söhne für ihren Vater und schließlich Söhne für sich selbst und Satyavan.
Schließlich bietet Yama, der Gott des Todes, seine Hilfe – ohne Ausnahme – an und Savitri wählt das Leben von Satyavan.
Die Erzählung endet mit den Worten: So wurden Savitri selbst, ihr Vater, ihre Mutter, ihre Schwiegermutter, ihr Schwiegervater sowie die gesamte Familie ihres Gatten von Savitri aus dem Elend gezogen.
Indem sie sich auf das Gesetz des Dharma berufen hat, konnte Savitri so selbst den Gott des Todes von ihrem Recht überzeugen.